# ماسیمو مارگیوتا
ماسیمو مارگیوتا (انگلیسی: Massimo Margiotta؛ زادهٔ ۲۷ ژوئیهٔ ۱۹۷۷) بازیکن فوتبال اهل ایتالیا است.
از باشگاه‌هایی که در آن بازی کرده‌است می‌توان به باشگاه فوتبال پروجا، باشگاه فوتبال کوزنتسا کالچو، باشگاه فوتبال لچه، باشگاه فوتبال فروزینونه، باشگاه فوتبال پیاچنزا، باشگاه فوتبال اودینزه، باشگاه فوتبال رجانا، باشگاه فوتبال دلفینو پسکارا، و باشگاه فوتبال ویچنزا اشاره کرد.
وی همچنین در تیم‌های ملی فوتبال زیر ۲۱ سال ایتالیا و ونزوئلا بازی کرده‌است.